# Juelsminde Sogn
Juelsminde Sogn er et sogn i Hedensted Provsti (Haderslev Stift).
Juelsminde Kirke blev indviet i 1913. 1. december 1979 blev Juelsminde Sogn udskilt fra Klakring Sogn, som havde hørt til Bjerre Herred i Vejle Amt. As-Klakring sognekommune var ved kommunalreformen i 1970 indlemmet i Juelsminde Kommune, der ved strukturreformen i 2007 indgik i Hedensted Kommune.
I sognet findes følgende autoriserede stednavne:
- Bjørnsknude (areal)
- Dykær (bebyggelse)
- Grønbjerg (bebyggelse)
- Juelsminde (bebyggelse)
- Sandbjergvig (bebyggelse)
- Storstranden (bebyggelse)
- Strandhuse (bebyggelse)
- Strandparken (bebyggelse)
- Strandvænget (bebyggelse)